# Shahrestān di Bileh Savar
Lo shahrestān di Bileh Savar (farsi شهرستان بیله‌سوار) è una dei 10 shahrestān della provincia di Ardabil, in Iran. Il capoluogo è Bileh Savar. Lo shahrestān è suddiviso in 2 circoscrizioni (bakhsh): 
- Centrale (بخش مرکزی)
- Gheshlaghdasht (بخش قشلاق دشت)